# Muara Pijoan
Muara Pijoan is een bestuurslaag in het regentschap Muaro Jambi van de provincie Jambi, Indonesië. Muara Pijoan telt 1623 inwoners (volkstelling 2010).